# Halbemond
Halbemond là một đô thị ở huyện huyện Aurich, trong bang Niedersachsen, nước Đức. Đô thị Halbemond có diện tích 6,55 km².